# 로렌초 아리아우도
로렌초 아리아우도(Lorenzo Ariaudo, 1989년 6월 11일 ~ )는 이탈리아의 축구 선수이다.